# Monde Selection
Monde Selection, im Jahre 1961 gegründet, ist ein internationales Institut für Qualitätsselektionen, mit Sitz in Brüssel, das Konsumgüter testet und Qualitätssiegel vergibt. Ganzheitliche Auswertungen werden zu Kennzeichen und bestimmen die Qualität des jeweiligen Produktes. Das Institut für Qualitätsselektionen wird oft als der Guide Michelin für Konsumgüter bezeichnet.

## Produktkategorien
- Spirituosen und Liköre
- Bier, Wasser und Erfrischungsgetränke
- Lebensmittelprodukte
- Diät- und Gesundheitsprodukte
- Kosmetik- und Körperpflegeprodukte

Außerdem organisiert Monde Selection jährlich in Brüssel einen internationalen Weinwettbewerb.

## Qualitätsawards
- Bronze-Qualitätsaward
- Silber-Qualitätsaward
- Gold-Qualitätsaward
- Großer Gold-Qualitätsaward[3]